# Кузнецов, Иван Иванович (депутат Думы)
Иван Иванович Кузнецов (1874 — ?) — столяр, депутат Государственной думы I созыва от Смоленской губернии.

## Биография
Крестьянин из деревни Высокое Соколино-Субботниковской волости Сычёвского уезда Смоленской губернии. Окончил земскую школу. С 14 лет 3 года был учеником столярной мастерской в Москве. С 17 до 19 лет жил в родной деревне, где занимался сельским хозяйством вместе с родителями. В 1893—1895 столяр на Балтийском судостроительном заводе в Санкт-Петербурге. В течение 4 лет отбывал воинскую повинность, служил в пехоте. В последнее время работал столярным мастером в ремесленном училище Российского общества Красного Креста. В ноябре 1905 вернулся в родную деревню.
14 апреля 1906 избран в Государственную думу I созыва от съезда уполномоченных от волостей Смоленской губернии. Был член Думской Продовольственной комиссии. Сведения о принадлежности к думским фракциям противоречивы. Есть сведения, что ходил в Конституционно-демократическую фракцию. Одни источники сообщают, что по политическим взглядам И. И. Кузнецов стоит левее кадетской партии, другие, что он — умеренный прогрессист. Подписал законопроект «33-х» по аграрному вопросу, который исходил из Трудовой группы. Сами же трудовики в своем издании «Работы Первой Государственной Думы» характеризуют И. И. Кузнецова как беспартийного.
10 июля 1906 года в г. Выборге подписал «Выборгское воззвание» и осужден по ст. 129, ч. 1, п. п. 51 и 3 Уголовного Уложения, приговорен к 3 месяцам тюрьмы и лишен права баллотироваться на любые выборные должности.
После роспуска Думы занимался земледелием.
Дальнейшая судьба неизвестна.